# Helicopis sulphurea
Helicopis sulphurea är en fjärilsart som beskrevs av Le Moult 1939. Helicopis sulphurea ingår i släktet Helicopis och familjen Riodinidae. Inga underarter finns listade i Catalogue of Life.